# آناهید فیاض
آناهید فیاض (عربی: أناهید فیاض ; متولد ۶ ژوئیه ۱۹۸۳ در دمشق سوریه) یک هنرپیشه فلسطینی می باشدکه به دلیل نقش آفرینی در درام سوری و دوبله در درام ترکی مشهور است. پدر او علی فیاض یک دیپلمات فلسطینی متولد غزه می‌باشد. وی در باب الحرا، ۴۲ روز، سرا آل الرمال، ۳۰۰۰ شب نقش آفرینی کرد. وی در سریال ترکی ایهلامورلار زیر نقش فیلیز را نقش آفرینی کرد. وی با وزیر ارتباطات و فناوری اردن متنا غرایبه ازدواج کرده است و از آن وقت تابعیت اردن را دارد.